# Stamsund

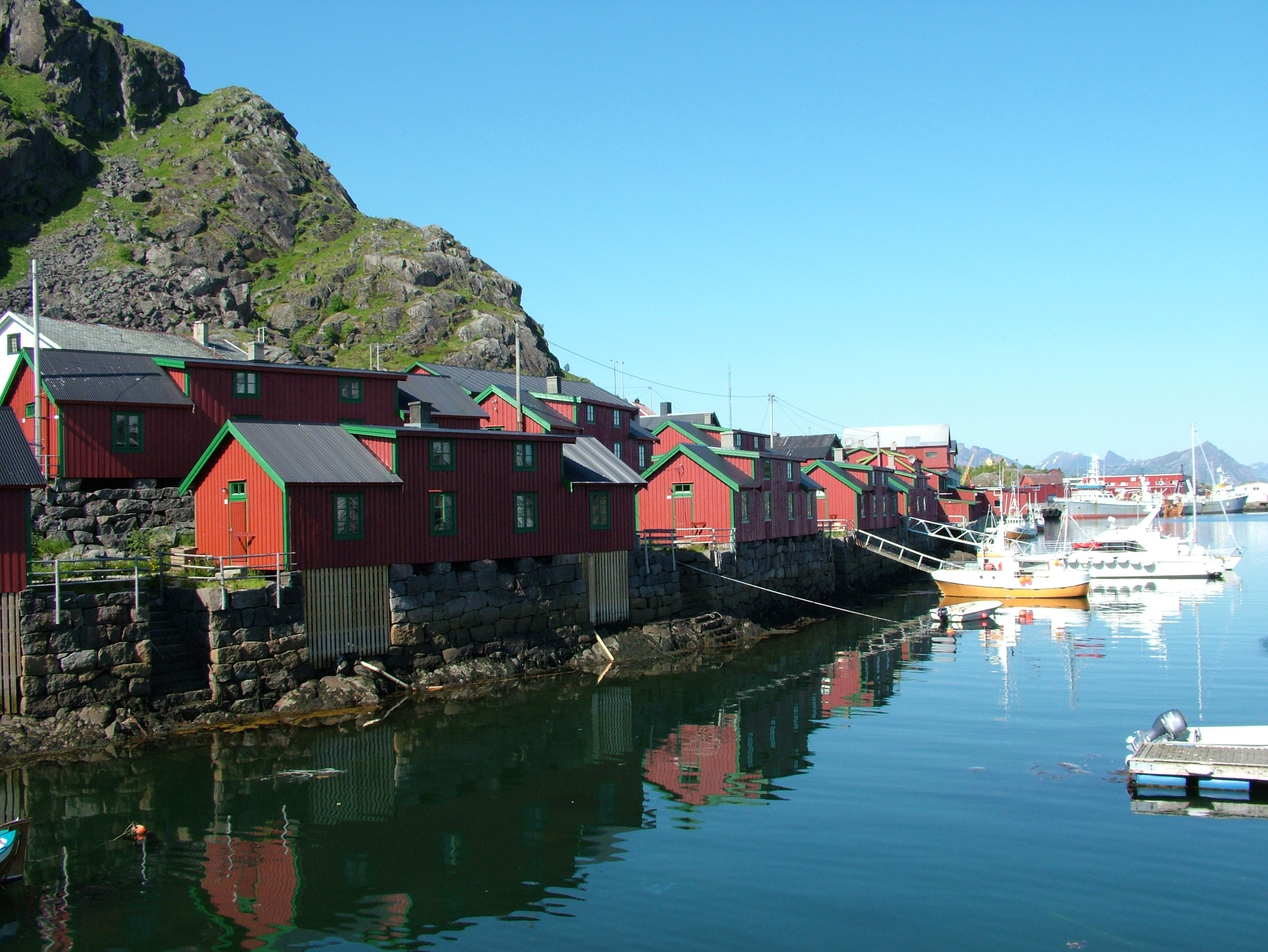

Stamsund est un port norvégien, escale de l'Hurtigruten (service régulier de navires), et desservant Leknes, centre administratif de l'archipel des Lofoten, un village de pêcheurs qui a souffert dans les annéees 1980 de la crise de l'activité autour du poisson, et renaît grâce à des initiatives culturelles. Il comporte désormais plusieurs théâtres et troupes de théâtre, ainsi qu'une école d'art et des artistes en résidence. Ces organismes utilisent notamment des bâtiments qui étaient à l'abandon. Ce village est le lieu du Festival international de théâtre de Stamsund. Des artistes s'y sont installés aussi de façon permanente.

## Localisation  et démographie
Ce village de pêcheurs, avec ses maisons en bois et sur piloris, ses rorbus, est  situé sur l’île de Vestvagoy, dans l’archipel des Lofoten, au nord de la Norvège,,. Il est à environ 12 kilomètres à l'est de la ville de Leknes. Ce village de 1,06 km2 a une population en 2018 de 1 092 habitants, ce qui lui confère une densité de population de 1 030 habitants par kilomètre carré (2 700 /m2).

## Festival international de théâtre de Stamsund
Stamsund accueille chaque année le Festival international de théâtre de Stamsund, où artistes et amateurs se réunissent chaque printemps pour une semaine de festivités. Fondé en 2001, le festival vise à contribuer aux échanges internationaux sur les arts du spectacle. Le festival est devenu une institution relativement importante, avec des spectateurs venant du monde entier.

## Économie
Stamsund est une importante zone de pêche et la plus grande base de pêche au chalut des Lofoten. Deux des entreprises les plus importantes de Stamsund sont Norway Seafoods et J.M. Johansen A/S. La pêche au chalut des Lofoten est la plus grande industrie de chalutage du nord de la Norvège. J.M. Johansen est une entreprise traditionnelle qui se consacre aujourd'hui à la production de filets.
Le village vit aussi de son activité culturelle. 
De plus, le tourisme représente une activité complémentaire. Des rorbus sont loués.  La commune est aussi une escale de l'Hurtigruten (service régulier de navires). Il y a une station de ski à Stamsund, qui est généralement ouverte entre janvier et mars, bien qu'elle ouvre plus tôt si les conditions météorologiques le permettent. Stamsund étant entouré de montagnes, la randonnée y est très populaire. Dans les environs de Stamsund, il y a également plusieurs lacs où l'on peut pêcher. La pêche en mer attire aussi des amateurs, et des bateaux peuvent être loués. Le soleil de minuit pendant les mois d'été et l'aurore boréale pendant les mois d'hiver y attirent aussi des voyageurs.

## Histoire
Pendant la Seconde Guerre mondiale, le premier raid réussi sur un territoire tenu par les nazis, l'opération Claymore, a été mené en mars 1941 dans l’archipel des Lofoten et notamment ici. Cette opération a permis de  faire des prisonniers allemands et parmi les collaborateurs du régime Quisling, mais aussi aux forces alliés (notamment Britanniques dans cette opération) de s'emparer de livres de code, et de dispositifs et roues de la machine Enigma. La réponse d'Hitler fut d'envoyer une unité SS sur cet archipel,. La montagne qui surplombe Stamsund abrite toujours des bunkers, et un belvédère surplombe le village et l'océan à l'ouest.